# Museo Mitre
Il museo Mitre è un museo di Buenos Aires dedicato alla vita ed alla figura di Bartolomé Mitre, giornalista, storico e presidente dell'Argentina dal 1862 al 1868. Situata nel centrale barrio di San Nicolás, dal 1942 è Monumento nazionale.

## Storia
La casa che ospita il museo fu costruita nel 1785, nelle ultime decadi della dominazione coloniale spagnola. Durante la Rivoluzione di Maggio del 1810 l'ultimo viceré spagnolo Baltasar Hidalgo de Cisneros vi trovò alloggio una volta allontanato dal forte, allora residenza del governatore.
Nel 1860 la casa fu presa in affitto da Bartolomé Mitre, allora governatore della provincia di Buenos Aires, che vi si trasferì con la sua famiglia. Il 9 luglio dello stesso anno vi si tenne un importante incontro politico tra lo stesso Mitre, Justo José de Urquiza e Santiago Derqui. 
Al termine del suo mandato da presidente nel 1868 un gruppo di cittadini, in segno di riconoscenza, decise di donare al politico una somma di denaro che gli permettesse di acquistare l'edificio. Due anni più tardi la casa divenne la sede e la redazione del quotidiano La Nación, fondato dallo stesso Mitre. Nel 1890 vi fu fondata l'Accademia Nazionale di Storia. Nel corso degli anni Mitre raccolse nella sua casa una grande mole di documenti storici, che nonché un imponente collezione di testi storici ed etnografici sul continente americano. L'ex presidente aprì agli studiosi la sua casa facendone un polo culturale della Buenos Aires di fine ottocento.
Il 19 gennaio 1906 Mitre si spense nella sua camera da letto. L'anno seguente la casa fu acquistata dallo Stato argentino e convertita in un museo. Il 21 maggio 1942 fu dichiarata Monumento nazionale. 

## Il Museo
La casa, suddivisa in tre grandi patii, uno dei quali convertito in auditorio nel 1937. All'interno dell'edificio, che conserva la mobilia originale, si trovano dei saloni, una sala da biliardo, lo studio privato e la camera da letto dell'ex presidente.
Il museo ospita due grandi raccolte culturali curate personalmente dallo stesso Mitre nel corso degli anni: la Biblioteca Americana e l'Archivio Storico. La prima custodisce oltre 22.000 volumi di storia, geografia e lingue native americane, che spaziano dal XVI al XIX secolo. La seconda invece è una raccolta di oltre 48.000 documenti, suddivisi in appositi fondi, di alcuni dei più importanti personaggi dell'Argentina del XIX secolo.